# Oktjabrski (Rjasan)
Oktjabrski (russisch Октябрьский) ist eine Siedlung städtischen Typs in Russland im Südwesten der Oblast Rjasan westlich von Michailow mit 6067 Einwohnern (Stand 14. Oktober 2010).

## Geschichte
Unweit des Dorfes Jerino waren bereits um die Wende zum 19. Jahrhundert bedeutende Kalksteinvorkommen entdeckt worden; 1912 entstand auf deren Grundlage das erste Zementwerk. Die beim Werk entstandene Arbeitersiedlung erhielt unter dem Namen Oktjabrski (von russisch oktjabr für ‚Oktober‘, hier in Bezug auf die Oktoberrevolution) 1927 den Status einer Siedlung städtischen Typs. Das alte Dorf Jerino sowie eine weitere, unweit gelegene Arbeitersiedlung mit Namen Spartak (russisch für Spartacus) wurden eingemeindet. Bis heute ist die Bezeichnung Oktjabrski vorwiegend im offiziellen Sprachgebrauch anzutreffen, während umgangssprachlich Spartak verwendet wird.

### Bevölkerungsentwicklung
| Jahr | Einwohner |
| ---- | --------- |
| 1939 | 2635      |
| 1959 | 5599      |
| 1970 | 9808      |
| 1979 | 9054      |
| 1989 | 8526      |
| 2002 | 6718      |
| 2010 | 6067      |

Anmerkung: Volkszählungsdaten

## Wirtschaft
Die Siedlung ist das wichtigste Industriezentrum im Südwesten der Oblast. Das derzeitige Zementwerk ist seit 1963 in Betrieb. Es wird heute von der Aktiengesellschaft Michailowzement betrieben und hat über 1200 Beschäftigte.